# قواعد نامزدی
قواعد نامزدی (به انگلیسی: Rules of Engagement) یک مجموعه تلویزیونی کمدی موقعیت محصول کشور آمریکا است. این مجموعه از ۵ فوریه ۲۰۰۷ از شبکه سی بی اس در حال پخش است. و تاکنون ۱۰۰ قسمت آن در ۷ فصل به نمایش در آمده‌است. مدت زمان هر قسمت ۲۲ دقیقه‌است. این مجموعه تلویزیونی توسط کمپانی «هپی مادیسون» که مالکش آدام سندلر می‌باشد با همکاری دو کمپانی سونی پیکچرز تلویزیون و سی بی اس تلویزیون استودیوز ساخته شده‌است.

## خلاصه داستان
دو زن و شوهر به همراه دوست مجردشان در مورد پیچیدگی‌های رابطه عاشقانه، تعهد و ازدواج با هم سروکله می‌زنند. در این مجموعه به رابطه‌های مختلف در مراحل گوناگون نگریسته می‌شود.

## بازیگران
پاتریک واربرتون و مگین پرایس در نقش زوجی که مدت‌ها از ازدواجشان می‌گذرد ،الیور هادسون و بیانکا کایلیک در نقش معشوقه‌هایی که تازه نامزد کرده‌اند و دیوید اسپید در نقش دوست مجرد این دو زوج، بازیگران اصلی این مجموعه تلویزیونی هستند.